# Cabreros del Río
Cabreros del Río è un comune spagnolo di 554 abitanti situato nella comunità autonoma di Castiglia e León.